# Miami Open 2025
Die Miami Open 2025 (offiziell: Miami Open presented by Itaú) waren ein Tennisturnier der WTA Tour 2025 für Damen und ein Tennisturnier der ATP Tour 2025 für Herren in Miami Gardens, welche zeitgleich vom 19. bis zum 30. März 2025 stattfanden.

## Herrenturnier
→ Hauptartikel: Miami Open 2025/Herren
→ Qualifikation: Miami Open 2025/Herren/Qualifikation

## Damenturnier
→ Hauptartikel: Miami Open 2025/Damen
→ Qualifikation: Miami Open 2025/Damen/Qualifikation